# Paul Jenkins (malíř)
Paul Jenkins, rodným jménem William Paul Jenkins (12. července 1923 Kansas City, Missouri, USA – 9. června 2012 Manhattan, New York, USA) byl americký abstraktní expresionistický malíř. V roce 1948 se přestěhoval do New Yorku, kde studoval na Art Students League of New York u Yasuo Kuniyoshiho.